# Europa incontra la Scuola
Europa incontra la Scuola è un programma dell'omonima associazione Europa macht Schule e. V. per promuovere l'incontro e lo scambio internazionale tra studenti e alunni. Il programma è attivo dal 2006 e dal 2009 è coordinato a tempo pieno dal Servizio tedesco per gli scambi accademici (German Academic Exchange Service ossia DAAD, Deutschen Akademischen Austauschdienst).

## Obiettivo
L'obiettivo del programma l'Europa incontra la Scuola è quello di dare vita all'idea dello scambio internazionale e di promuovere una maggiore conoscenza reciproca.
Studenti di tutti i paesi del mondo realizzano progetti nelle scuole tedesche. Gli alunni imparano a conoscere un paese sconosciuto da una prospettiva diversa e gli studenti acquisiscono un nuovo approccio al paese che li ospita. Il programma integra il soggiorno degli studenti e arricchisce la vita scolastica quotidiana con un progetto di incontro internazionale, inoltre permette un accesso efficace e sostenibile al tema dell'Europa con un'idea semplice (incontro diretto della classe con la tematica culturale).

## Descrizione
Per il programma, gli studenti provenienti da tutte le parti del mondo diventano mini ambasciatori del loro paese. Saranno coinvolti nelle lezioni di tutti i tipi di scuole e insieme agli studenti creeranno un progetto individuale di tre-cinque lezioni. Gli studenti hanno la possibilità di presentare agli alunni il loro paese d'origine da un punto di vista personale. Gli studenti entrano in dialogo con i bambini e i giovani del Paese che li ospita. Gli stereotipi e i pregiudizi di una cultura possono essere abbattuti, gli atteggiamenti che derivano da attribuzioni stereotipate possono essere riflessi. Alla fine c'è una presentazione congiunta, in parte pubblica, dei risultati e la consegna degli attestati di partecipazione.
Gli studenti ospiti provenienti da tutto il mondo hanno la possibilità di visitare le scuole tedesche e di progettare insieme agli alunni un progetto. Non si tratta di lezioni di lingua in senso classico: gli studenti ospiti sono coinvolti nelle lezioni come "mini-ambasciatori" del loro paese e progettano insieme agli alunni un progetto a loro scelta. Il tempo necessario per lavorare a questo progetto è compreso tra le tre e le cinque lezioni. Oltre al contatto diretto, l'attenzione si concentra sul paese di origine degli studenti e su una riflessione sull'incontro. La realizzazione del progetto deve essere il più creativa possibile, gli studenti devono essere coinvolti attivamente in base alla loro età. I risultati del progetto possono essere tanto variegati quanto originali: per esempio, i fumetti sono stati creati sulla base di testi di un filosofo polacco contemporaneo, oppure è stata messa in scena un'opera teatrale lituana.